# 10 Dywizja Piechoty (III Rzesza)
10 Dywizja Piechoty (niem. 10. Infanterie-Division) – niemiecka dywizja z czasów II wojny światowej, uczestniczyła m.in. w agresji na Polskę.

## Formowanie i walki
Sformowana w październiku 1934 pod ukrytą nazwą Kommandant von Regensburg. Miejsce stacjonowania sztabu: Ratyzbona. Na mocy rozkazu z 15 października 1935 otrzymała oficjalną nazwę 10 Dywizja Piechoty. Stacjonowała w XIII Okręgu Wojskowym, wchodziła w skład 13 Korpusu 8 Armii GA "Południe". W 1939 brała udział w agresji na Polskę, wraz z całą 8 Armią prowadziła działania przeciw polskiej 10 Dywizji Piechoty dowodzonej przez gen. Franciszka Dindorf-Ankowicza. 6 września dywizja walczyła pod Glinnem i Mnichowem. 10 września dostała rozkaz zatrzymania polskiego natarcia znad Bzury i ze Skierniewic skierowała się w rejon Łowicza.
W lipcu 1940 w macierzystych garnizonach rozpoczęto ją przeformowywać w jednostkę zmotoryzowaną. 23 czerwca 1943 na jej bazie utworzono 10 Dywizję Grenadierów Pancernych.

## Dowódcy dywizji
- płk Alfred Wägner 1 X 1934 – 1 III 1938
- gen. por. Konrad von Cochenhausen 1 III 1938 – 4 X 1940
- gen. por. Friedrich – Wilhelm von Loeper 5 X 1940 – 15 XI 1940

## Struktura organizacyjna
Skład sierpniu 1939:
- 20 pułk piechoty: miejsce postoju sztabu, I, i II batalionu – Ratyzbona oraz rezerwowego batalionu – Sulzbach;
- 41 pułk piechoty: miejsce postoju sztabu, I i II batalionu – Amberg, III oraz rezerwowego batalionu – Weiden;
- 85 pułk piechoty: miejsce postoju sztabu i III batalionu – Pasawa, I batalionu – Prachatitz oraz rezerwowego batalionu – Deggendorf;
- 10 pułk artylerii: miejsce postoju sztabu, I, II i III dywizjonu – Ratyzbona;
- I dywizjon 46 pułku artylerii ciężkiej: miejsce postoju – Amberg;
- 10 batalion saperów: miejsce postoju – Ratyzbona;
- 10 batalion przeciwpancerny: miejsce postoju – Straubing;
- 10 dywizjon łączności: miejsce postoju – Ratyzbona;
- 10 dywizjon pomiarowy: miejsce postoju – nie został sformowany.